# Mélovin
Mélovin, właśc. Kostiantyn Mykołajowycz Boczarow (ukr. Костянти́н Микола́йович Бочаро́в; ur. 11 kwietnia 1997 w Odessie) – ukraiński piosenkarz, kompozytor i autor tekstów piosenek.
Zwycięzca szóstej edycji telewizyjnego programu X-Faktor (2015). Reprezentant Ukrainy w 63. Konkursie Piosenki Eurowizji (2018).
Jego pseudonim jest połączeniem słowa Halloween z nazwiskiem znanego projektanta mody, Alexandra McQueena.

## Młodość
Jest synem księgowej Walentyny Wołodymyrownej i kierowcy Mykołaja Wołodymyrowicza Boczarowów.
W 2003 zaczął naukę w odeskiej szkole podstawowej nr 27, w której uczęszczał do chóru oraz angażował się w przedstawienia szkolne. W 2015 zaczął studia w Kijowskim Instytucie Muzycznym im. Reinholda Gliera.

## Kariera muzyczna
W latach 2009–2012 należał do Narodowego Teatru „Samocwity” Marii Stelmach. W tym czasie zaczął brać udział w lokalnych konkursach aktorskich, których niejednokrotnie był laureatem.
Latem 2015 wziął udział w przesłuchaniach do szóstej edycji programu STB X-Faktor. Trafił do drużyny „Chłopców”, której trenerem był Igor Kondratiuk, i dostał się do odcinków na żywo. 26 grudnia wygrał w finale, zdobywszy największą liczbę głosów telewidzów. Podczas finału zaśpiewał m.in. piosenkę Jamali „Zaplutalas” w duecie z artystką.

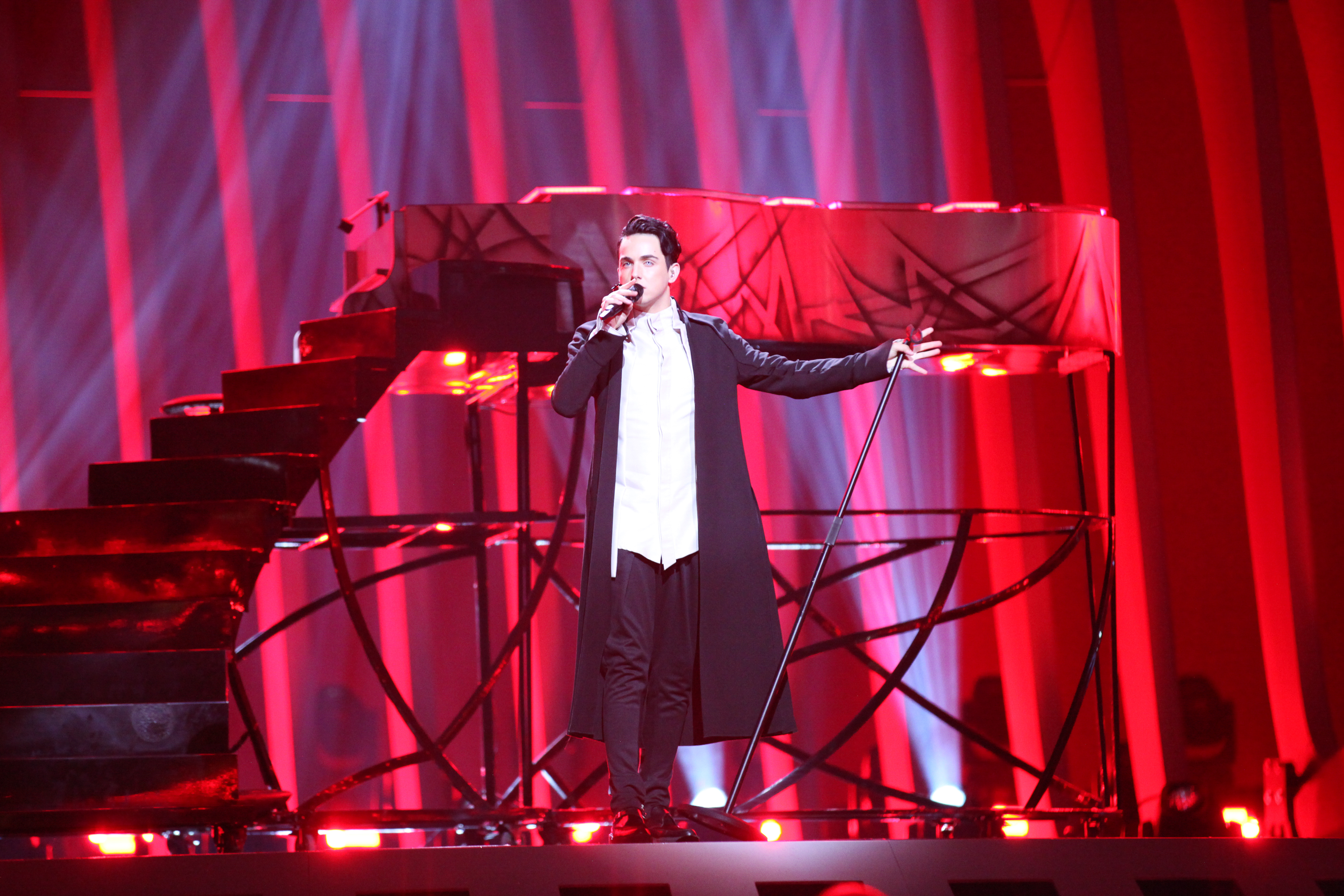
Mélovin podczas prób do występu w półfinale 63. Konkursu Piosenki Eurowizji w Lizbonie, maj 2018

W 2016 wydał debiutancki singiel „Nie odinokaja”. W lutym 2017 z piosenką „Wonder” wziął udział w ukraińskich eliminacjach eurowizyjnych. 18 lutego wystąpił w trzecim półfinale selekcji i awansował do finału, który odbył się 25 lutego. Zajął w nim trzecie miejsce. W maju zaprezentował singiel „Unbroken”. 26 maja wyruszył w pierwszą ogólnokrajową trasę koncertową. 28 sierpnia wydał singiel „Hooligan”, który napisał we współpracy z Ashley Hicklin, wokalistką brytyjskiego zespołu Bright Sparks. 10 listopada wydał debiutancką EP-kę, zatytułowaną Face to Face.
15 stycznia 2018 wydał utwór „Under the Ladder”, z którym zakwalifikował się do półfinałów ukraińskich eliminacji eurowizyjnych. 17 lutego wystąpił w drugim koncercie półfinałowym i z pierwszego miejsca awansował do finału, który rozegrany został 24 lutego. W finale otrzymał łącznie 11 punktów (6 od widzów + 5 od jury) i wygrał, zostając reprezentantem Ukrainy w 63. Konkursu Piosenki Eurowizji w Lizbonie. 10 maja wystąpił jako ostatni, osiemnasty w kolejności w drugim półfinale konkursu i z szóstego miejsca zakwalifikował się do finału, który odbył się 12 maja. Wystąpił w nim jako pierwszy w kolejności i zajął 17. miejsce po zdobyciu 130 punktów, w tym 119 punktów od telewidzów (7. miejsce) i 11 pkt od jurorów (26. miejsce).
W maju 2020 wystąpił w projekcie Eurovision Home Concerts, w którym wykonał „Under the Ladder” i cover kompozycji „Rise Like a Phoenix” austriackiej drag queen Conchity Wurst. W 2024 roku z piosenką „Dreamer” wziął udział w ukraińskich preselekcjach na Eurowizję, zajmując w nich 3. miejsce.

## Dyskografia
Albumy
- Octopus (2019)

Minialbumy (EP)
- Face to Face (2017)

Single
| Tytuł                        | Rok  | Album        |
| ---------------------------- | ---- | ------------ |
| „Nie odinokaja”              | 2016 |              |
| „Na wzliot”                  | 2016 |              |
| „Wonder”                     | 2016 | Face to Face |
| „Unbroken”                   | 2017 | Face to Face |
| „Hooligan”                   | 2017 | Face to Face |
| „Under the Ladder”           | 2018 |              |
| „That’s Your Role”           | 2018 |              |
| „Z toboju, zi mnojo, i hodi” | 2018 |              |
| „Czudowa myt”                | 2018 |              |
| „Ty”                         | 2019 | Octopus      |
| „Oh, No!”                    | 2019 | Octopus      |
| „Expectations”               | 2019 | Octopus      |
| „Your Entertainment”         | 2019 | Octopus      |
| „Want You to Stay”           | 2019 | Octopus      |
| „Dance with the Devil”       | 2020 |              |
| „І кров кипить”              | 2021 |              |
| „Таємний знак”               | 2021 |              |
| „Кіт і драма”                | 2021 |              |
| „Не зволікай”                | 2022 |              |
| „Мені не дзвони”             | 2022 |              |
| „Dreamer”                    | 2024 |              |